# Paul Guillaume (psicologo)
Paul Guillaume (Chaumont, 26 giugno 1878 – Lannes, 4 gennaio 1962) è stato uno psicologo francese, principale rappresentante francese della  Psicologia della forma o Psicologia della Gestalt.
Egli è l'autore, nel suo libro del 1937, della definizione: « "Una forma è qualcosa di diverso o qualcosa di più della somma delle sue parti. Essa ha delle proprietà che non risultano dalla semplice addizione dei suoi elementi..." »
Insegnò psicologia generale, dal 1940 al 1948, presso l'università della Sorbona di Parigi. 

## Opere principali
- L'imitation chez l'enfant (Alcan, 1925)
- Psychologie (1931), successivamente ripubblicato con il titolo Manuale di psicologia (1947)
- La formation des habitudes (Alcan, 1936)
- La psychologie de la forme (Flammarion, 1937)
- La psychologie animale, (Colin, 1940), Psicologia animale, trad. Mario Canella, 1973, Sansoni, Firenze
- La psychologie de l'enfant en 1938-1939 (Hermann, 1941)
- La psychologie des singes (Presses Universitaires, 1942)
- Introduction à la psychologie (Vrin, 1943).